# Эмден, Яков

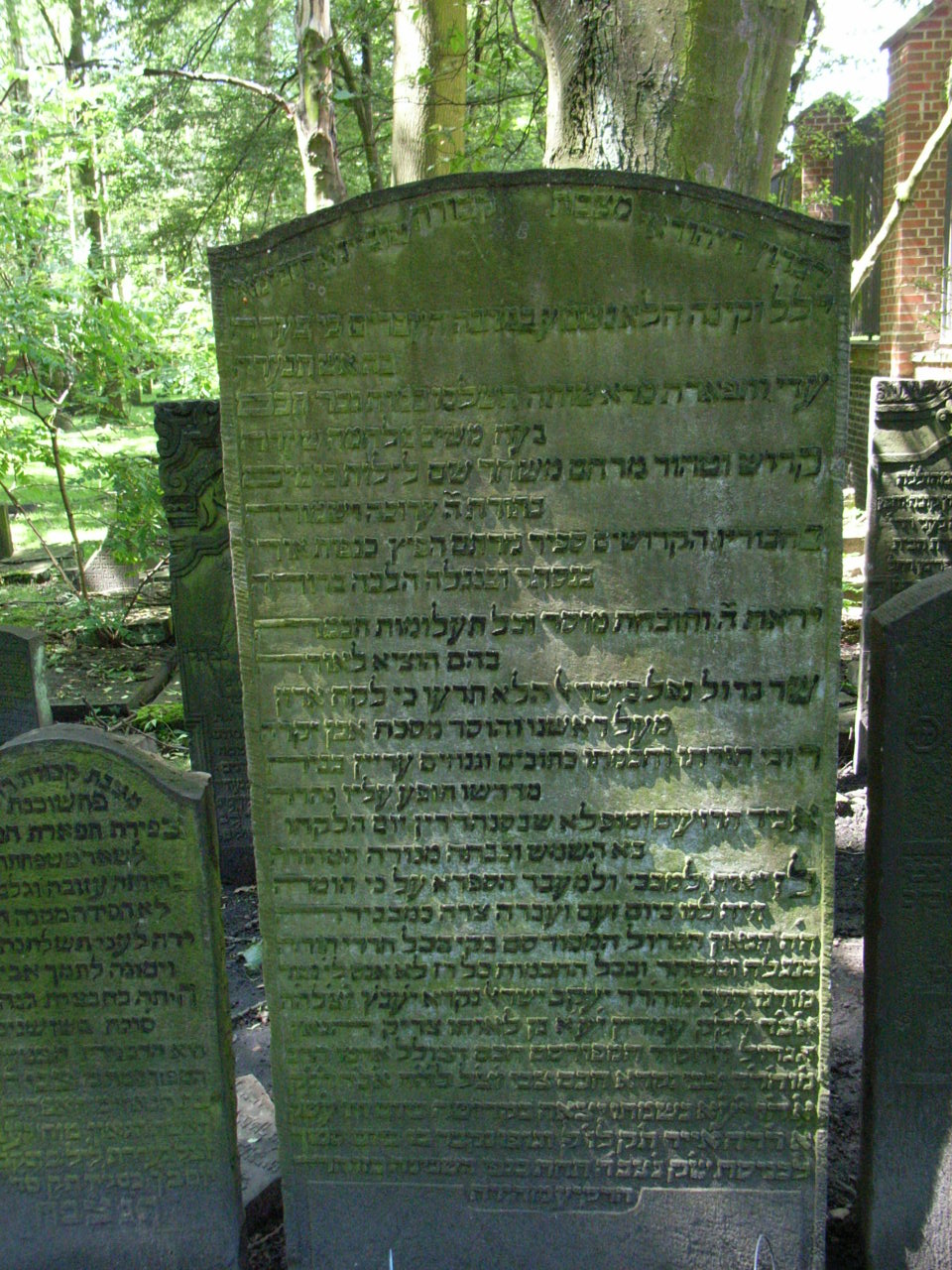
Могила Якова Эмдена

Рав Яков Эмден (1698—1776) — крупный раввин, один из ахроним. Особенно прославился благодаря своей борьбе с влиянием в еврейском мире саббатианства, затронувшего многие общины Европы, и своим спором с р. Йонатаном Эйбешюцем.

## Биография
Яков был сыном рава Цви Ашкенази, хахама Цви — главного раввина ашкеназской общины Амстердама. Его отец был яростным противником саббатианства, он представлял одну из сторон в споре по поводу сочинений Нехемии Хайона, разразившемуся в Амстердаме в 1713 году. Следуя своему отцу, Яков также занимался борьбой с саббатианством, собирая материалы и подготавливая критические статьи.
Родился р. Яков в Альтоне, пригороде Гамбурга в  Германии. С раннего детства проявил выдающиеся способности в Талмуде и отличался феноменальной памятью и независимым мышлением. В 1714 обосновался в Бродах у рава Нафтали Коэна на дочери которого женился.
В 1728-32 занимал должность раввина города Эмден в Германии, откуда получил свою фамилию.
Из-за непростого характера и постоянных разногласий с членами общины раву Якову пришлось уйти в отставку со своей должности и заняться торговлей драгоценными камнями в родном городе — Альтоне. Несмотря на занятость р. Яков не оставлял еврейского самообразования и продолжал изучать еврейские святые книги. Рав Эмден вскоре занялся и литературной деятельностью. Он также открыл типографию, где печатал собственные произведения.
В 1749 разразился спор потрясший все современное ашкеназское еврейство между р. Яковом Эмденом и Йонатаном Эйбещюцем по поводу саббатианства последнего. Р. Эмден утверждал, что в амулетах Эйбешюца присутствуют саббатианские символы, что последний категорически отрицал. Спор продолжался более 10 лет и в нем принимали участие такие значительные раввины того периода, как виленский гаон и р. Йехезкель Ланда. Еврейский мир оказался разбитым на два враждующих лагеря, когда большинство было на стороне Эмдена. В конечном итоги раввины сняли основные обвинения с Эйбешюца, но многие исследователи продолжают придерживаться мнения, что р. Яков все-таки был прав.
Яков Эмден входил также в число преследователей Моше Хаима Луцатто, добиваясь его изгнания и запретов на его деятельность.
Кроме полемики перу рава Эмдена принадлежат десятки книг по Талмуду и галахе, а также объяснения к сидуру. Рав Эмден скончался в своем родном городе в 1776 г.
ספרים - книги на иврите
1 – תורת הקנאות – (Гамбург-Альтона 1752)
2 – שפת אמת – (Гамбург-Альтона 1752)
3 – אספקלריה המאירה – (Гамбург-Альтона 1753)
4 – לוחות עדות – (Гамбург-Альтона 1755)
5 – שבירת לוחות האון – (Гамбург-Альтона 1759)
6 – מאירת עיניים – (Амстердам 1753)
7 – פתח עינים – (Гамбург-Альтона 1757)
8 – בית יהונתן הסופר – (Гамбург-Альтона 1763)
9 – עדות ביעקב – (Гамбург-Альтона 1756)
10 – עקיצת עקרב – (Гамбург-Альтона 1753)
11 – ספר התאבקות – (Гамбург-Альтона 1762)
12 – ספר שמוש – (Гамбург-Альтона 1758)
13 – מגילת ספר – מהדורת כהנא עם הגהות והוספות – (варшава 1897)